# نهر جوبا
نهر جوبا((بالصومالية: Wabiga Jubba)‏، (بالإيطالية: Giuba)‏، (بالإنجليزية: Jubba)‏)، هو نهر يتدفق عبر منطقة الحكم الذاتي جوبا لاند، في القسم الجنوبي من الصومال، وتوجد منابعه في أوغادين  لكنه يبدأ عند الحدود مع إثيوبيا (حيث يلتقي نهرا داوا وجانالي دوريا)، ويتدفق نحو الجنوب الشرقي ليصب في المحيط الهندي، وهو يلتقي مع نهر شبيلى ويصبان بالقرب من مدينة (Goobwyen).  يغطي حوض جوبا مساحة 749,000 كيلومتر مربع (289,000 ميل2)   . سميت ولاية جوبا لاند الصومالية ، التي كانت تسمى سابقًا ترانس جوبا ، على اسم النهر.
كما أنه ينبع من جنوبي أوغادين من ثلاث روافد تلتقي عند بلدة (دولو)، ويتجه جنوباً حيث يلتقي بنهر شبيلي ويصبان بالمحيط الهندي. ويقع هذا النهر في منطقة برية طبيعية تعيش بها عدة حيوانات كالغزال والأسود والزرافات وحيوانات وحشية أخرى. تتميز المنطقة بالرطوبة العالية وهطول الأمطار، مما تسبب في فيضان النهر من بينه الفيضان الذي حدث عام 1960 (الذي أودى بحياة الكثير من الأشخاص) و 1997 و في مايو من عام 2005 .

## التاريخ

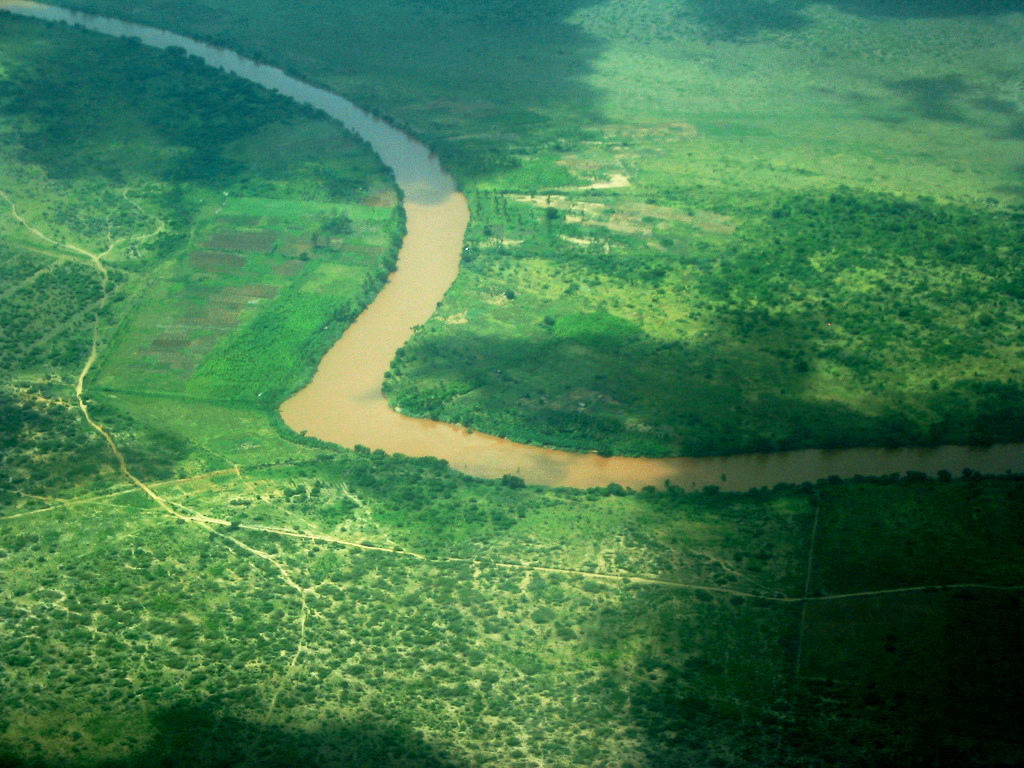
نهر جوبا بالقرب من جامامي

### سلطنة اجوران
يتمتع نهر جوبا بتاريخ غني من الحضارة المتطورة وشبكة التجارة التي كانت مزدهرة ذات يوم، والتي أدارها الصوماليون الأقوياء الذين سيطروا على نهر جوبا.
خلال العصور الوسطى ، كان نهر جوبا تحت سلطنة أجوران التي حكمت القرن الأفريقي والتي استخدمت نهر جوبا لمزارعها، وكانت الإمبراطورية الهيدروليكية الوحيدة في إفريقيا. وقد نشأت في القرن الثالث عشر الميلادي ، احتكرت أجوران الموارد المائية لنهر جوبا وشبيلي . من خلال الهندسة الهيدروليكية ، قامت أيضًا ببناء العديد من الآبار وخزانات الحجر الجيري في جوبا لاند التي لا تزال تعمل وتستخدم حتى اليوم. طور حكامها أنظمة جديدة للزراعة والضرائب ، والتي استمرت في استخدامها في أجزاء من القرن الأفريقي حتى أواخر القرن التاسع عشر.
من خلال سيطرتهم على آبار المنطقة ، احتكر حكام السلطنة فعليًا رعاياهم الرحل لأنهم كانوا الإمبراطورية الهيدروليكية الوحيدة في إفريقيا خلال فترة حكمهم. تم بناء آبار كبيرة مصنوعة من الحجر الجيري في جميع أنحاء جوبا لاند ، مما جذب البدو الصوماليين مع مواشيهم. سهّلت اللوائح المركزية الخاصة بالآبار على البدو تسوية النزاعات من خلال إرسال استفساراتهم إلى المسؤولين الحكوميين الذين سيعملون كوسطاء. استمرت تجارة القوافل لمسافات طويلة ، وهي ممارسة قديمة في القرن الأفريقي ، دون تغيير في عصر أجوران. اليوم ، تعد العديد من المدن المدمرة والمهجورة في جميع أنحاء المناطق الداخلية من الصومال والقرن الأفريقي دليلاً على شبكة التجارة الداخلية التي كانت مزدهرة ذات يوم والتي يرجع تاريخها إلى فترة العصور الوسطى. 
مع إشراف مركزي للسلطنة على المزارع في أفغويي ، وباردير ومناطق أخرى في جوبا و شبيلي زادت إنتاجية الوديان. باستخدام نظام قنوات للري يُعرف محليًا باسم Kelliyo يتم تغذيته مباشرة من نهر شبيلي و جوبا إلى المزارع حيث نمت الذرة الرفيعة والذرة والفاصوليا والحبوب والقطن خلال مواسم gu ( الربيع في الصومال) و xagaa ( الصيف في الصومال). بحسب التقويم الصومالي . تم دعم نظام الري هذا من خلال العديد من السدود. لتحديد متوسط حجم المزرعة، تم اختراع نظام قياس الأرض أيضًا مع استخدام moos،و taraab ، وguldeed باعتبارها المصطلحات المستخدمة.
وأصبحت المراكز الحضرية في مقديشو ومركا وباراوا وكيسمايو وهوبيو والموانئ الأخرى ذات الصلة منافذ تجارية مربحة للسلع الناشئة من داخل الولاية.  جلبت المجتمعات الزراعية الصومالية في المناطق النائية من وديان جوبا وشبيلي محاصيلها إلى المدن الساحلية الصومالية ، حيث تم بيعها للتجار المحليين الذين حافظوا على تجارة أجنبية مربحة مع السفن التي تبحر من الجزيرة العربية وبلاد فارس والهند والبندقية ومصر. والبرتغال و من البلاد بعيدة مثل جاوا والصين .

### العصر الحديث
مر أكثر من قرنين من الزمان حتى صعد البارون كارل كلاوس فون دير ديكن إلى الروافد الدنيا للنهر على متن الباخرة الصغيرة Welf في عام 1863. وتحطمت الباخرة في منحدرات فوق باردير ، حيث تعرض الطاقم لهجوم من قبل صوماليين محليين ، وانتهى بمقتل البارون وثلاثة آخرين من طاقمه. كان المستكشف الإيطالي فيتوريو بوتيجو هو أول أوروبي يستكشف مجرى النهر على نطاق واسع ويكمله بحضور القائد إف جي دونداس من البحرية البريطانية. أبحر بوتيجو وطاقمه حوالي 400 ميل (640 كـم) من النهر في عام 1891. أثناء استكشافه قام فيتوريو بوتيجو بتغيير اسم أحد النهرين الرئيسيين في جوبا - نهر جانالي - إلى جانالي دوريا على اسم عالم الطبيعة الإيطالي الشهير جياكومو دوريا .

## نظرة عامة

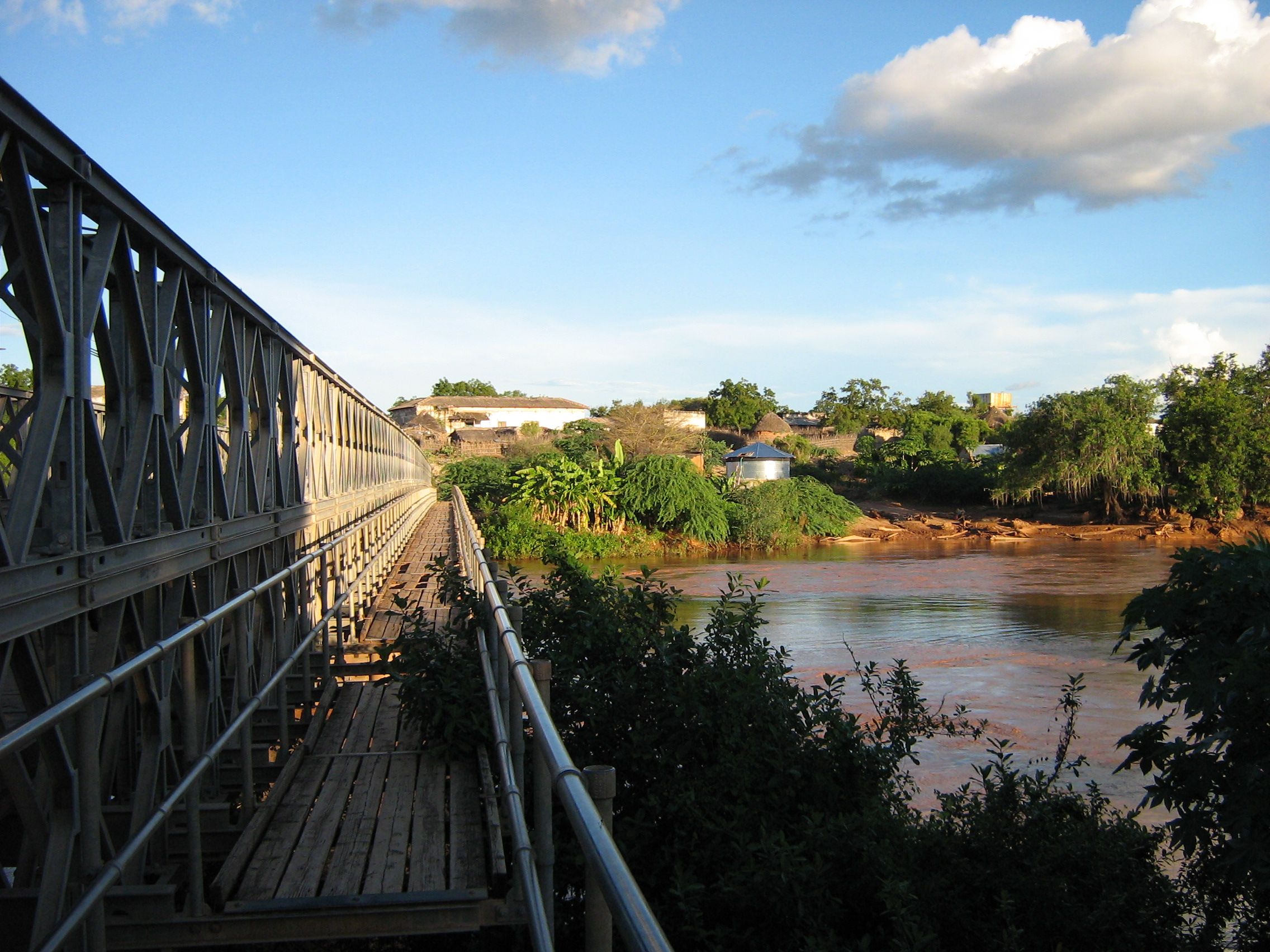
جسر فوق نهر جوبا في باردير.

منطقة حوض جوبا هي في الأساس سافانا ، وهي من الناحية البيئية ، أغنى جزء من البلاد بسبب أراضيها الزراعية الخصبة. تشمل الحياة البرية الأصلية الزرافات والفهود والأسود والنمور والضباع والجاموس وفرس النهر والتماسيح والمها والغزلان والجمال والنعام وابن آوى والحمير البرية .
يطلق نهر جوبا اسمه على المناطق الإدارية الصومالية في جوبا العليا ( جيدو ، باي ، باكول ) ، جوبا الوسطى وجوبا السفلى ، بالإضافة إلى المنطقة التاريخية الأكبر جوبا لاند . يشق هذا النهر مدن عديدة من بينها: ساكاو و دولو و لوك.

## روابط خارجية
- خريطة حوض نهر جوبا في أطلس الموارد المائية